# آن بيتش
آن بيتش (بالإنجليزية: Ann Beach)‏ هي ممثلة بريطانية، ولدت في 7 يونيو 1938 في المملكة المتحدة، وتوفيت في 9 مارس 2017.

## وصلات خارجية
- آن بيتش على موقع IMDb (الإنجليزية)
- آن بيتش على موقع قاعدة بيانات الفيلم (الإنجليزية)